# Gianmarco Busca
Gianmarco Busca (Edolo, 30 novembre 1965) è un vescovo cattolico italiano, dal 3 giugno 2016 vescovo di Mantova.

## Biografia
Nasce a Edolo, in provincia e diocesi di Brescia, il 30 novembre 1965.

### Formazione e ministero sacerdotale
Dopo il diploma di maturità entra nel seminario e frequenta i corsi filosofici e teologici presso lo studio teologico "Paolo VI" di Brescia.
L'8 giugno 1991 è ordinato presbitero dall'arcivescovo Bruno Foresti.
Dal 1991 al 1994 vicario parrocchiale a Borno. È poi studente di teologia dogmatica alla Pontificia Università Gregoriana di Roma (1994-1999) dove consegue il dottorato con una tesi sulla riforma del sacramento della riconciliazione dei penitenti. Rientrato in diocesi è vicerettore del seminario diocesano nel biennio teologico fino al 2004 e insegnante di teologia sacramentaria nello studio teologico dello stesso seminario diocesano.
Nel 2012 è nominato docente di teologia dogmatica presso l'istituto superiore di scienze religiose. Contemporaneamente, dal 2012 è delegato per le forme di vita consacrata delle comunità Shalom, e poi, dal 2014, è anche collaboratore pastorale di Caionvico.
Collabora, inoltre, con il Centro Aletti di Roma, nei corsi di sacramentaria e spiritualità.

### Ministero episcopale
Il 3 giugno 2016 papa Francesco lo nomina vescovo di Mantova; succede a Roberto Busti, dimessosi per raggiunti limiti di età. L'11 settembre seguente riceve l'ordinazione episcopale, nella cattedrale di Santa Maria Assunta a Brescia, dal vescovo Luciano Monari, co-consacranti l'arcivescovo Bruno Foresti e il vescovo Roberto Busti. Il 2 ottobre prende possesso della diocesi, nella basilica concattedrale di Sant'Andrea a Mantova.
È delegato per la Federazione italiana esercizi spirituali presso la Conferenza episcopale lombarda.
Il 26 maggio 2021 la Conferenza Episcopale Italiana, riunita in Assemblea generale, lo elegge presidente della Commissione episcopale per la Liturgia.

## Genealogia episcopale
La genealogia episcopale è:
- Cardinale Scipione Rebiba
- Cardinale Giulio Antonio Santori
- Cardinale Girolamo Bernerio, O.P.
- Arcivescovo Galeazzo Sanvitale
- Cardinale Ludovico Ludovisi
- Cardinale Luigi Caetani
- Cardinale Ulderico Carpegna
- Cardinale Paluzzo Paluzzi Altieri degli Albertoni
- Papa Benedetto XIII
- Papa Benedetto XIV
- Papa Clemente XIII
- Cardinale Bernardino Giraud
- Cardinale Alessandro Mattei
- Cardinale Pietro Francesco Galleffi
- Cardinale Giacomo Filippo Fransoni
- Cardinale Carlo Sacconi
- Cardinale Edward Henry Howard
- Cardinale Mariano Rampolla del Tindaro
- Cardinale Gennaro Granito Pignatelli di Belmonte
- Cardinale Pietro Boetto, S.I.
- Cardinale Giuseppe Siri
- Cardinale Giacomo Lercaro
- Vescovo Gilberto Baroni
- Cardinale Camillo Ruini
- Vescovo Luciano Monari
- Vescovo Gianmarco Busca

## Araldica
| Stemma | Blasonatura |
| ------ | --- |
|        | Troncato: nel 1º campo di cielo, alla gemella ondata d'argento, sormontata da tre stelle (8) d'oro, male ordinate, unite tra loro; nel 2º dello stesso, all'albero sradicato e rovesciato al naturale, fogliato di verde, con le radici protese nel 1º, accompagnato da una mela granata al naturale, aperta di rosso, fogliata e gambuta di verde e da una civetta al naturale, poste sulla partizione. |